# Клембув (Мазовецьке воєводство)
Клембув (пол. Klembów) — село в Польщі, у гміні Клембув Воломінського повіту Мазовецького воєводства.
Населення — 987 осіб (2011).
У 1975—1998 роках село належало до Остроленцького воєводства.

## Демографія
Демографічна структура станом на 31 березня 2011 року:
|          | Загалом | Допрацездатний вік | Працездатний вік | Постпрацездатний вік |
| -------- | ------- | ------------------ | ---------------- | -------------------- |
| Чоловіки | 500     | 117                | 340              | 43                   |
| Жінки    | 487     | 94                 | 282              | 111                  |
| Разом    | 987     | 211                | 622              | 154                  |